# Ciutadà Cohn
Ciutadà Cohn (títol original: Citizen Cohn) és un telefilm estatunidenc estrenat l'any 1992, dirigit per Frank Pierson recuperant la vida de Roy Cohn, l'advocat controvertit de Joseph McCarthy. James Woods, que interpreta Cohn, ha estat nominat als Emmys i als Premis Globus d'Or per la seva actuació. Citizen Cohn posa igualment en escena Joe Don Baker (McCarthy), Ed Flanders (l'enemic jurat de Cohn, l'advocat Joseph Welch), Frederic Forrest (l'escriptor Dashiell Hammett) i Pat Hingle (J. Edgar Hoover el mentor puntual de Cohn). El telefilm ha estat rodat a Pittsburgh a Pennsilvània. Ha estat doblada al català.

## Argument
El telefilm cobreix la vida de Cohn; des de la seva infantesa a l'ascensió al poder com a braç dret de McCarthy al sots-comitè intern de seguretat del Senat, al seu eventual descrèdit públic un mes abans la seva mort l'any 1986 deguda al sida. En la majoria dels flashbacks quan Cohn es mor a un hospital de Virginie en el curs de les seves al·lucinacions, es diu que l'obsessionen els seus nombrosos enemics (de Robert Kennedy a Ethel Rosenberg condemnada com a espia comunista, enviada a la cadira elèctrica). El telefilm tracta aspectes de la vida de Cohn com la seva homosexualitat amagada i la importància de la seva culpabilitat en el retorn de la "por del vermell" als anys 1950. El film descriu Cohn com un personatge antipàtic, encara que presenta igualment altres episodis de la seva vida on es mostra més sensible, més compassiu. Sobretot en la mort de la seva estimada mare.

## Repartiment
- James Woods: Roy Marcus Cohn
- Joe Don Baker: Sen. Joseph McCarthy
- Joseph Bologna: Walter Winchell
- Ed Flanders: Joseph N. Welch
- Jeffrey Nordling: G. David Schine
- Frederic Forrest: Dashiell Hammett
- Lee Grant: Dora Cohn
- Pat Hingle: J. Edgar Hoover
- John McMartin: Vell Doctor
- Karen Ludwig: Ethel Rosenberg
- Josef Ordenar: Albert C. Cohn
- Daniel Benzali: Francis Joseph Cardenal Spellman
- Tovah Feldshuh: Iva Schlesinger
- John Finn: Sen. Charles Potter
- Frances Foster: Primer Annie Lee Moss
- Novella Nelson: Segon Annie Lee Moss
- Allen Garfield: Abe Feller
- David Marshall Grant: Robert F. Kennedy
- Daniel von Bargen: Clyde Tolson

## Premis
- 1993: Emmy: 3 premis. 12 nominacions, incloent millor telefilm i direcció
- 1992: Globus d'or: Nominada Millor minisèrie o pel·lícula per TV i actor (James Woods)
- 1992: Sindicat de Directors (DGA): Nominada a Millor director (Minisèrie/Telefilm)